# Melaenornis brunneus
A Melaenornis brunneus  a madarak osztályának verébalakúak (Passeriformes) rendjébe és a légykapófélék (Muscicapidae) családjába tartozó faj.

## Rendszerezése
A fajt Jean Cabanis német ornitológus írta le 1886-ban, a Dioptrornis nembe Dioptrornis brunnea néven. Egyes szervezetek jelenleg is ide sorolják Dioptrornis brunneus néven.

## Alfajai
- Melaenornis brunneus bailunduensis Neumann, 1929
- Melaenornis brunneus brunneus Cabanis, 1886

## Előfordulása
Közép-Afrikában, Angola területén honos. Természetes élőhelyei a szubtrópusi és trópusi hegyi esőerdők, valamint ültetvények. Állandó, nem vonuló faj.

## Megjelenése
Testhossza körülbelül 15 centiméter.

## Életmódja
Rovarokkal táplálkozik.

## Természetvédelmi helyzete
Az elterjedési területe nagy, egyedszáma viszont csökken, de még nem éri el a kritikus szintet. A Természetvédelmi Világszövetség Vörös listáján nem fenyegetett fajként szerepel.